# Khvorasgan
Khvorasgan este un oraș din Iran.